# Станіслав Кутшеба
Станіслав Кутшеба (пол. Stanisław Kutrzeba; 15 листопада 1876, м. Краків — 7 січня 1946, там же) — польський історик права, археограф. У своїй дослідницькій роботі переважно займався історією середньовічного польського права, історією польського устрою з XIV до XVIII ст. та історією Кракова. Він уклав і підготував до друку ряд джерел з середньовічної історії Польщі. У 1906–1946 роках завідував кафедрою старопольського права в Ягеллонському університеті.

## Біографія
Станіслав був сином палітурника Яна і Валерії. Він вчився у гімназії св. Анни в Кракові (1886–1894), потім почав вивчати право та історію в Ягеллонському університеті (1894–1898), увінчаний званням доктора права (1898; отримано під керівництвом проф. Болеслава Улановського). 
У 1902 році на основі роботи земельних та міських судів у середні віки габілітував і став доцентом кафедри польського права та його історії Ягеллонського університету. Працював також помічником у Національному архіві міських та земельних книг у Кракові (до 1908 р.) У 1908 р. був призначений доцентом і очолив кафедру польського права; керував нею до кінця життя, з 1912 р. у званні професора. Був членом сейму та конституційного комітету Тимчасової державної ради. У 1917 р. він видав висновки щодо проектів нового акту та архівного положення, підготовлених Архівною комісією Тимчасової державної ради. Його посада згодом була використана під час роботи над рескриптом Регентської ради щодо архіву. 
Він був делегатом і радником з правових питань на Паризькій мирній конференції 1919 року.
Двічі був деканом юридичного факультету (1913/1914, 1920/1921), був проректором (1933/1934) та ректором (1932/1933) Ягеллонського університету.
Був депутатом Краківської міської ради (1939-). Після арешту нацистами перебував у в’язниці з листопада 1939 року по лютий 1940 року в Кракові, Вроцлаві та концтаборі Заксенхаузен. Пізніше під час окупації він був активним членом Комітету трьох, допомагаючи працівникам Ягеллонського університету та їхнім родинам, особливо матеріально; він також брав участь у секретному університетському викладанні. 
Був активним учасником життя наукової громадськості; належав до двох престижних наукових товариств (ПАУ та Варшавського наукового товариства). Як генеральний секретар ПАУ вніс значний внесок у його розвиток. Він привів до зміцнення матеріальних основ, реформував адміністративний відділ, створив IV кафедру (медицину) та Угодовий комітет між ПАУ, ТНВ, Науковим товариством у Львові та Академією технічних наук. Він започаткував два багатотомні видання ПАУ — «Польський біографічний словник» та «Історію Сілезії до 1400 року».
Перед виборами до Краківської міської ради 1938 року став віце-президентом президії Польського католицького блоку.
Як учасник суспільного життя був експертом Польського конгресового бюро в Парижі під час роботи над Версальським договором, а після Другої світової війни брав участь у московських переговорах про створення Тимчасового уряду національної єдності. З 1945 року був членом Національної ради.
Помер у Кракові. Похований на Раковицькому кладовищі. 

## Наукова діяльність
У своїй дослідницькій роботі він займався історією середньовічного польського права, історією польського устрою XIV–XVIII ст., історією Кракова. Він займався правовою природою зв’язків Польщі з Литвою. Він також вивчав, серед іншого, випуск середньовічної скарбниці Кракова. Разом з Яном Непомуценом Фіялеком він проводив дослідження римського копіювального апарату Еразма Чолека. Підготував каталог колекцій Національного архіву міської та земельної документації (1909) та каталог рукописів Краківського музею Чарторийських (1909–1913, 4 випуски).
Всього він анонсував понад чотириста робіт. Велике значення для польської науки мали наукові публікації Станіслава Кутшеба. Використання його праць (особливо історії політичного устрою Польщі та Литви в нарисах) у роботі над редакцією Старопольської енциклопедії (1937–1939) визнавали, зокрема, Олександр Брюкнер. 

## Праці

### Видавничі джерела
- документи про торговельні відносини Польщі з Угорщиною 1354–1505 (1909)
- права, привілеї, статути та слава князівств Освенцим і Затор (1912 р.)
- Матеріали до історії масового руху 1497 і 1509 рр., зібрані частково кін. Адольфом Павінським (1902)
- Збірник документів з історії системи польських судів і судових канцелярій Краківського воєводства XVI-XVIII ст. (1909 р.)

### Монографії
- Очерк історії польського ладу. IV томи (пол. Historia ustroju Polski w zarysie)
- Конституція Третього травня 1791 року (пол. Konstytucya Trzeciego Maja 1791 roku)
- Внесок у польську дипломатію в 13 столітті (1895) (пол. Przyczynek do dyplomatyki polskiej w XIII wieku)
- Історія польської політичної системи в нарисах (1905) (пол. Historya ustroju Polski w zarysie)
- Історія Сілезії (1933, редактор) (пол. Historia Śląska)